# فيتيرنيك

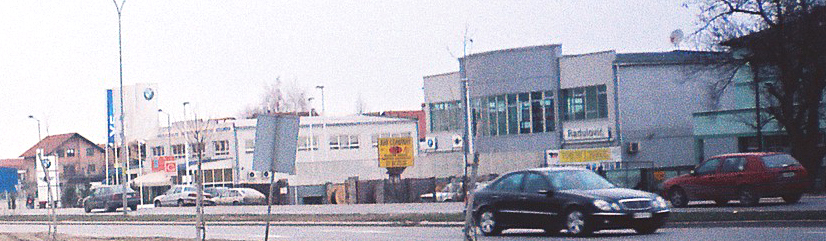
الشارع الرئيسي في فيتيرنيك

فيتيرنيك (Ветерник) هي مدينة في جوزنو-باكا في مقاطعة فويفودينا في صربيا.
يبلغ عدد سكانها حوالي 24045 نسمة.